# علي عثمان (ملحن)
علي عثمان (بالإنجليزية: Ali Osman)‏‏ (1958 - 16 فبراير 2017 ) ملحن من السودان.